# Gösta Sundström
Gösta Fred Eugén Sundström, född 24 januari 1920 i Bromma församling i Stockholm, död 11 maj 2010 i Hässelby församling, var en svensk målare och tecknare.
Han var son till Fredrik Constantin Sundström och Gunhild Persson och 1953 gift med Beatrice Elisabet Sundström. Efter avslutad skolgång arbetade Sundström som elmontör vid Stockholms spårvägar och drev på fritiden sporadiska konststudier för Leopold Fare vid Stockholms högskolas kursverksamhet. I samband med att han tilldelades ett hederspris vid Expressens amatörsalong i Stockholm 1957 tog han steget över till att huvudsakligen arbeta med konstnärlig verksamhet. Han reste i slutet av 1950-talet på ett par studieresor till Spanien och Paris. Bland han offentliga arbeten märks en väggdekoration för AB Separator i Tumba. Tillsammans med Hässelbygruppen och Ruben Helander samt Leopold Fare ställde han ut i Hässelby, Eskilstuna, Finspång och Karlskoga. Tillsammans med Adrian van Arkel ställde han ut i Finspång 1962 och tillsammans med Birgitta Nino-Larsson på Galerie Catharina i Stockholm 1963 och tillsammans med fyra kamrater genomförde han en uppskattad utställning i Kalmar. Han medverkade i Stockholmssalongerna som visades på Liljevalchs konsthall och i en utställning arrangerad av Scania-Vabis i Södertälje. Hans konst består av stilleben, hamnbilder, interiörer och landskapskompositioner.